# Energia oscura

Stima della distribuzione della massa-energia nell'universo (rilevazioni del 2013): Energia oscura, Materia oscura, Materia conosciuta

L'energia oscura è un'ipotetica forma di energia non direttamente rilevabile diffusa omogeneamente nello spazio, teorizzata per giustificare l'espansione accelerata dell'universo e altre osservazioni sperimentali.
Si stima che debba rappresentare una gran parte, circa il 68%, della massa-energia dell'universo, che, aggiungendo la quota rappresentata dalla materia oscura, sfuggirebbe agli attuali metodi di rilevazione per circa il 95%. 
Le due principali forme ipotizzate di energia oscura sono la costante cosmologica e la quintessenza.
- La costante cosmologica sarebbe una densità d'energia costante che riempie omogeneamente lo spazio e fisicamente equivalente all'energia del vuoto. La sua aggiunta alla teoria di base della cosmologia (vedi Metrica di Friedmann - Lemaître - Robertson - Walker) ha portato all'adozione del Modello Lambda-CDM, in accordo con le osservazioni e considerato l'attuale modello standard della cosmologia.

- La quintessenza sarebbe un campo dinamico la cui densità d'energia varia nello spazio e nel tempo.

La prevalenza fra le due possibilità richiede misure accurate dell'espansione dell'universo per comprendere come la velocità d'espansione cambi nel tempo. Il coefficiente d'espansione è parametrizzato dall'equazione di stato, il cui calcolo è uno degli sforzi più grandi della cosmologia d'osservazione.
Pur essendo l'energia oscura la spiegazione più diffusa fra i cosmologi per spiegare l'espansione accelerata dell'universo, alcuni modelli di gravità quantistica, tra cui la gravitazione quantistica a loop, possono spiegare le proprietà cosmologiche senza avvalersi di tale ipotesi. Il termine "energia oscura" fu coniato dal cosmologo Michael Turner nel 1998.

## Storia e potenziali prove osservative
Albert Einstein, vissuto in un'epoca dominata dall'idea di un universo stazionario, per contrastare gli effetti della "nuova" gravità da lui stesso delineata, che portava a un universo dinamico (o in contrazione o in espansione), soprattutto per evitare l'idea di un collasso gravitazionale inserì nelle equazioni di campo della relatività generale la famosa costante cosmologica, simile qualitativamente a una forza antigravitazionale su larga scala. Quando nel 1929 Edwin Hubble scoprì che l'universo era in espansione Einstein ritrattò la sua idea, definendola "il mio più grande errore".
Con lo sviluppo della teoria quantistica della materia tra gli anni venti e trenta del Novecento, si evidenziò che anche il vuoto possiede una sua ben definita energia, determinata dalle coppie di particelle e antiparticelle che si formano e si annichilano continuamente.
Nel 1967 fu rilevato l'effetto Sachs-Wolfe, consistente in uno spostamento verso il blu della radiazione cosmica di fondo quando attraversa i forti campi gravitazionali generati da grandi ammassi di materia; tale guadagno di energia sarebbe un segno diretto dell'esistenza di un'energia oscura.
Quando negli anni novanta fu accertata l'accelerazione dell'espansione dell'universo (l'annuncio che i dati confermavano un universo in accelerazione fu dato da Saul Perlmutter del Berkeley Lab l'8 gennaio 1998; il lavoro ottenne il Premio Nobel per la fisica nel 2011), l'ipotesi dell'energia oscura si rafforzò per giustificare l'esistenza di una forza antigravitazionale presente in tutto l'universo, che spiegherebbe l'espansione accelerata e che potrebbe essere rappresentata dall'energia del vuoto prevista dalla meccanica quantistica. L'errore di Einstein veniva così in qualche modo ridimensionato: una forma di energia non rilevabile permeerebbe effettivamente lo spazio, ma il suo ipotetico effetto antigravitazionale, anziché rendere l'universo stazionario, ne accelererebbe l'espansione. Come risultato collaterale dell'espansione accelerata l'età dell'universo risulta superiore a quanto stimato in precedenza sulla base di una velocità di espansione costante.
Nel 2004 Christian Beck della Queen Mary University di Londra e Michael Mackey della McGill University di Montreal svilupparono una teoria che legava le fluttuazioni del vuoto all'energia oscura e ipotizzarono la misurazione sperimentale dell'energia oscura tramite la giunzione Josephson.
La teoria della nucleosintesi primordiale tenta di spiegare la formazione degli elementi leggeri nell'universo primordiale, come l'elio, il deuterio e il litio, mentre la teoria della struttura a grande scala dell'Universo studia la formazione di stelle, quasar, galassie e gruppi e ammassi di galassie. Entrambe le teorie suggeriscono che la densità d'energia di tutta la materia ipotizzabile nell'universo, costituita dall'insieme dei barioni e della materia oscura fredda, sia circa il 30% di quella necessaria per rendere nulla la curvatura spaziale. Poiché misurazioni della radiazione cosmica di fondo effettuate dal satellite WMAP, lanciato nel 2001, indicano che l'universo è molto vicino a una curvatura nulla, è possibile concludere che una quota di energia non visibile, "oscura" appunto, costituisca il restante 70% circa.
Un lavoro pubblicato nel 2012 dall'università di Portsmouth e dalla LMU di Monaco, basato sulla sovrapposizione di mappe di regioni dell'universo con quelle della radiazione di fondo, ha migliorato la veridicità rispetto a precedenti analoghi studi di conferma dell'effetto Sachs-Wolfe, sostenendo una probabilità dell'esistenza di un'energia oscura del 99,9996% (lo stesso valore di 5 sigma raggiunto dalla scoperta del bosone di Higgs).

## Natura dell'energia oscura
L'esatta natura dell'energia oscura è tuttora oggetto di ricerca. Si sa che dovrebbe possedere omogeneità, avere densità non elevata e non interagire fortemente con alcuna delle forze fondamentali, eccetto la gravità. Dal momento che non sarebbe molto densa (circa 10−29 g/cm3) è improbabile immaginare esperimenti per trovarla in laboratorio. L'energia oscura potrebbe tuttavia avere un forte impatto sull'universo, costituendo quasi il 70% di tutta l'energia e colmando uniformemente lo spazio vuoto. I due modelli più importanti sono la costante cosmologica e la quintessenza.

### Energia del vuoto
La spiegazione dell'energia oscura più semplice e più condivisa fra i fisici e i cosmologi è che essa sia "il prezzo di avere spazio": ovvero un volume di spazio possiede un'energia intrinseca e fondamentale, chiamata energia del vuoto, che rappresenta la densità di energia del vuoto fisico. La maggior parte delle teorie della fisica delle particelle predice infatti fluttuazioni del vuoto che gli conferirebbero precisamente detto tipo di energia.
L'energia del vuoto ha una pressione negativa equivalente alla sua densità e la ragione di ciò può essere individuata nella termodinamica classica. Il lavoro prodotto da un cambiamento di volume {\displaystyle dV} è uguale a {\displaystyle -pdV}, dove {\displaystyle p} è la pressione. Ma la quantità di energia in un contenitore vuoto aumenta all'aumentare del volume (e quindi {\displaystyle dV} è positivo) in quanto l'energia è uguale a {\displaystyle \rho V}, dove {\displaystyle \rho } è la densità dell'energia del vuoto. Quindi {\displaystyle p} è negativo ed infatti {\displaystyle p=-\rho }. In conclusione, mentre la densità di energia del vuoto e la conseguente pressione negativa rimangono costanti durante l'espansione, contemporaneamente la densità di energia della materia, cioè l'attrazione gravitazionale, si riduce e questo determina l'accelerazione dell'espansione. L'energia del vuoto, indicata con la lettera greca {\displaystyle \Lambda } (Lambda, da cui il modello Lambda-CDM o modello standard della cosmologia), assumerà pertanto il ruolo di costante cosmologica positiva antigravitazionale. Essa è stimata dell'ordine di 10−29 g/cm3 o di 10−123 in unità di Planck.
Uno dei più grandi problemi irrisolti della fisica è che la maggior parte delle teorie quantistiche dei campi prevedono un valore molto elevato per la costante dell'energia del vuoto quantico, fino a 123 ordini di grandezza rispetto alla costante cosmologica stimata come energia oscura. Ciò significherebbe che gran parte di tale energia dovrebbe essere annullata da una uguale e di segno opposto. In alternativa alcune teorie supersimmetriche richiedono che la costante cosmologica sia esattamente zero. Dati così discordanti costituiscono il problema della costante cosmologica, uno dei più importanti problemi di misura in fisica: non v'è un modo naturale conosciuto per ricavare, sia pure approssimativamente, la costante cosmologica infinitesimale osservata in fisica delle particelle. 
Nonostante questi problemi l'energia del vuoto come costante cosmologica è per molti aspetti la soluzione più "economica" al problema dell'accelerazione cosmica e il Modello standard della cosmologia attuale la include come una caratteristica essenziale.

### Quintessenza
In alternativa, l'energia oscura potrebbe derivare dall'eccitazione di particelle in alcuni tipi di campi scalari dinamici (previsti dal modello standard e dalla teoria delle stringhe), chiamata quintessenza. Questa differisce dalla costante cosmologica soprattutto perché può variare nello spazio e nel tempo. Affinché non formi strutture materiali, deve essere molto leggera, così da avere una lunghezza d'onda di Compton molto grande.
Non vi sono prove dell'esistenza della quintessenza, ma l'ipotesi non può essere eliminata a priori. Generalmente prevede un'accelerazione minore dell'espansione dell'universo rispetto alla costante cosmologica. Alcuni ritengono che la miglior prova indiretta della quintessenza derivi dalla violazione del principio di equivalenza di Einstein e dalle variazioni delle costanti fondamentali nello spazio e nel tempo.
Il problema della coincidenza cosmica si chiede perché l'energia oscura si sia manifestata proprio nel momento particolare stimato. Se, ad esempio, fosse iniziata in un tempo precedente non avrebbero avuto il tempo di formarsi strutture quali le galassie e in definitiva non si sarebbe potuta evolvere una vita intelligente: i sostenitori del principio antropico vedono ciò come un'importante prova della loro tesi. Molti modelli di quintessenza presentano un comportamento tale da risolvere il problema, in quanto il loro campo ha una densità che evolve fino a che materia e radiazione si equivalgono, permettendo alla quintessenza di iniziare a comportarsi come energia oscura ed infine dominare l'universo, oltre ad impostarne la bassa scala d'energia.
Alcuni casi particolari di quintessenza sono l'energia fantasma, dove la densità dell'energia della quintessenza cresce con il tempo, e l'essenza-k (quintessenza cinetica), che possiede una forma non standard di energia cinetica. Queste possono avere proprietà inusuali: l'energia fantasma ad esempio può causare il Big Rip.

### Altre ipotesi
Alcuni teorici pensano che l'energia oscura e l'accelerazione cosmica siano prova del fallimento della relatività generale su scale superiori a quelle dei superammassi di galassie. Uno dei modelli alternativi sono le teorie MOND (Modified Newtonian Dynamics, dinamica newtoniana modificata). Altri teorici ipotizzano invece che l'energia oscura e l'accelerazione cosmica rivelino un fallimento del Modello Standard del Big Bang, poiché costringerebbe ad ammettere la presenza di qualcosa di non ancora esperibile.
Altre idee sull'energia oscura derivano dalla teoria delle stringhe, dalla Brane cosmology e dal principio olografico, ma non si sono ancora dimostrate efficaci come quelle della quintessenza e della costante cosmologica. In analogia con fenomeni osservabili nei liquidi, si dovrebbe ipotizzare che il numero quasi infinito di urti infinitesimi tra un numero quasi infinito di particelle possa produrre una specie di pressione che allarga il pallone del nostro universo.
Neil Turok, come altri teorici delle brane e delle stringhe, sostiene che l'energia oscura e la materia oscura possano essere la forza di gravità o forze derivate dall'interazione di un universo parallelo molto vicino ma non visibile.
Secondo il fisico Leonard Susskind, il termine energia oscura è fuorviante, e sarebbe più corretto parlare di pressione positiva di vuoto, ovvero un tipo di vuoto instabile, oscillante su un minimo relativo di potenziale, posto sopra il potenziale zero, e dunque in espansione esponenziale. Esso potrebbe essere stato originato da una fluttuazione quantistica del vuoto ordinario, a pressione zero, statico, uniforme e dove non può succedere nulla. In altre parole sia l'inflazione presente nel modello del Big Bang, sia la storia futura dell'universo (il Big Rip), possono essere spiegati con una pressione positiva di vuoto.
Secondo Ahmed Fariag Ali, Saurya Das e Rajat K. Badhuri, l'energia oscura è una costante cosmologica sviluppata dal potenziale quantistico (anziché dall'energia del vuoto senza specificazioni ulteriori) di un condensato di Bose-Einstein che genera fluttuazioni quantistiche ed altri effetti. Tale stato della materia sarebbe presente in tutte le epoche dell'universo e formerebbe anche la materia oscura. Un condensato di Bose-Einstein si forma quando i bosoni, in questo caso gravitoni o assioni, vengono portati a temperature vicine allo zero assoluto; a quel punto le reazioni quantistiche si manifestano su scala macroscopica.

## Critiche al concetto di energia oscura
Secondo alcuni l'accelerazione sarebbe solo apparente, pur essendo lo spazio in espansione, oppure frutto di errore osservativo e di calcolo.
Altri danno diverse interpretazioni; il fisico e matematico Roger Penrose afferma che l'energia oscura non esiste e l'universo in accelerazione si spiegherebbe con la presunta quantità superflua di radiazione gravitazionale che attraverserebbe un eone temporale arrivando ad un altro, secondo la sua teoria detta cosmologia ciclica conforme. Nel modello di Penrose l'universo è costituito da infiniti eoni di spaziotempo. Penrose ha calcolato che una certa quantità di radiazione gravitazionale deve essere preservata attraverso il confine tra eoni, sfuggendo al processo della radiazione di Hawking; suggerisce che questa radiazione gravitazionale supplementare può essere sufficiente a spiegare l'accelerazione cosmica osservata, senza fare ricorso al campo di materia derivato dall'ipotetica enorme quantità di energia oscura.

## Implicazioni per il destino dell'universo
I cosmologi ipotizzano che la cosiddetta era del dominio dell'energia oscura, in cui tale forma di energia ha iniziato a prevalere sulla gravità, sarebbe iniziata circa 4 miliardi di anni fa e che nella fase precedente, seguita al Big Bang e all'inflazione, l'espansione fosse in decelerazione a causa della forza gravitazionale attrattiva esercitata dalla materia barionica e dalla materia oscura. Secondo i calcoli, la densità della materia in un universo in espansione dovrebbe ridursi più velocemente rispetto all'energia oscura, fino a che questa dovrebbe prendere il sopravvento. In particolare, quando il volume dell'universo raddoppia, la densità della materia si dimezza, mentre l'energia oscura dovrebbe rimanere quasi invariata (esattamente invariata nel caso della costante cosmologica).
Se l'accelerazione continuasse indefinitamente, il risultato finale sarebbe che le galassie esterne al Superammasso della Vergine si sposterebbero oltre l'orizzonte cosmico e non sarebbero più visibili perché la loro velocità relativa diverrebbe maggiore della velocità della luce (ciò non sarebbe una violazione della relatività ristretta poiché l'effetto non potrebbe essere sfruttato per inviare segnali tra le galassie). La Terra, la Via Lattea ed il Superammasso della Vergine rimarrebbero virtualmente indisturbati, mentre il resto dell'universo si allontanerebbe; in questo scenario il superammasso locale andrebbe incontro alla morte termica, allo stesso modo di un universo piatto e materiale.
Si ipotizzano comunque scenari alternativi. Uno di questi suggerisce che l'energia oscura possa causare un'espansione "divergente", implicando una crescita della sua forza repulsiva fino a dominare tutte le altre forze dell'universo. In tale condizione l'energia oscura distruggerebbe tutte le strutture legate alla gravità, incluse galassie e sistemi solari, ed infine supererebbe le forze elettriche e nucleari distruggendo gli atomi stessi, facendo terminare l'universo con un Big Rip (grande strappo). Secondo un'altra ipotesi l'energia oscura potrebbe scomparire con il tempo o addirittura diventare attrattiva, lasciando aperta la possibilità che la gravità possa divenire predominante e portare l'universo a una grande contrazione finale detta Big Crunch. Alcuni modelli, come quello dell'universo oscillante, predicono che a questa contrazione segua una nuova espansione in un susseguirsi ciclico.
Le misurazioni precise dell'accelerazione dell'espansione dell'universo potranno rivelarsi decisive nella determinazione del suo destino ultimo nell'ambito della teoria del Big Bang.

## Nella fantascienza
L'energia oscura è spesso menzionata, e anche manipolata, nel celebre Half-Life 2: l'energia oscura esula in parte dalle teorie fisiche relative a tale fenomeno: essa è infatti manipolabile tramite dispositivi che spaziano dai fucili ai teletrasportatori ai reattori a fusione. L'energia oscura, pertanto, è la fonte primaria della forza conquistatrice chiamata Combine per alimentare le proprie fortezze (le Cittadelle, colossali grattacieli alti chilometri), le proprie armi (i fucili d'assalto combine sparano proiettili di energia oscura) e i propri sistemi di teletrasporto.
L'energia oscura è poi fondamentale nella serie Mass Effect. Nell'universo della saga campi di energia oscura, generati sottoponendo a una corrente elettrica un fittizio elemento zero, riducono la massa a riposo della materia al loro interno: l'energia oscura è quindi utilizzata per alleggerire le astronavi, permettendo di raggiungere velocità superiori a quella della luce, per generare gravità artificiale, per accelerare i proiettili delle armi ed è utilizzata da particolari individui, i biotici, per generare campi di energia oscura capaci di disarmare i nemici.